# Đường Thuận Tông
Đường Thuận Tông (chữ Hán: 唐順宗; 21 tháng 2, 761 - 11 tháng 2, 806), tên thật Lý Tụng (李誦), là vị Hoàng đế thứ 11 hay 13 của nhà Đường trong lịch sử Trung Hoa. Ông tại vị từ ngày 28 tháng 2 đến 31 tháng 8 cùng năm 805, và cũng là người có thời gian tại vị ngắn nhất trong số các vị Hoàng đế nhà Đường, nếu không kể Đường Thương Đế cùng các Hoàng đế không được sử sách thừa nhận như Lý Thừa Hoành, Lý Uân, Lý Dụ.
Thuận Tông nổi tiếng trong lịch sử bởi căn bệnh khiến ông không thể nói được nhưng vẫn được đưa lên ngôi vào ngày 28 tháng 2 năm 805 và đề xướng cải cách nhằm xây dựng lại đất nước. Ông trọng dụng các nhân tài nhân Vương Bí, Vương Thúc Văn, Vi Chấp Nghị, Hàn Diệp, Liễu Tông Nguyên, Lưu Vũ Tích..., bãi bỏ những chính sách hủ bại thời Đường Đức Tông, biếm truất tham quan, phế trừ cung thị và có ý định hạn chế quyền lực của hoạn quan, sử xưng là Vĩnh Trinh cách tân (永贞革新). Nhưng cuối cùng cải cách thất bại, Thuận Tông bị hoạn quan ép buộc nhường ngôi cho con trai là Đông cung Hoàng thái tử Lý Thuần, tức Đường Hiến Tông, cuộc cải cách kể như tan thành mây khói.

## Thân thế
Đường Thuận Tông Lý Tụng chào đời vào ngày 21 tháng 2 năm 761 (tức năm Thượng Nguyên thứ 2) tại đông nội Trường An trong khi Hoàng cao tổ phụ của ông là Đường Huyền Tông đã được tôn làm Thái thượng hoàng đế dưới thời trị vì của Hoàng tằng tổ phụ là Đường Túc Tông Lý Hanh, còn Hoàng tổ phụ Đường Đại Tông Lý Dự vẫn đang là Đông cung Hoàng thái tử và Phụ hoàng Đường Đức Tông Lý Thích giữ tước vị Phụng Tiết quận vương (奉節郡王). Mẫu thân của ông là Chiêu Đức hoàng hậu Vương thị, người Kim Sơn, khi đó là thiếp của Phụng Tiết quận vương.
Dưới thời Đường Đại Tông, Lý Tụng được lập làm Tuyên Thành quận vương (宣城郡王). Năm 779, Đại Tông giá băng, Đức Tông lên ngôi. Tháng 6 ÂL cùng năm, Lý Tụng được phong tước vị Tuyên vương (宣王), sang ngày Đinh Mão tháng 1 ÂL năm Kiến Trung nguyên niên (780), ông được lập làm Đông cung Hoàng thái tử.
Lý Tụng được cho là người khoan dung và nhân ái, coi trọng việc nghiên cứu nghệ thuật và giỏi về thư pháp. Đối với các bậc sư phó từng dạy học cho mình, ông tỏ ra kính trọng, khi gặp là cúi chào bất chấp thân phận Thái tử. Sang năm 781, Lý Tụng kết hôn với biểu cô Tiêu thị, con gái của bà cô ruột mình là Cáo Quốc công chúa (con gái Đường Túc Tông) cùng chồng là Tiêu Thăng. Sau đó Tiêu thị được phong làm Thái tử phi.

## Tham chính
Những năm đầu thời Đức Tông, Đại Đường chứng kiến sự nổi loạn của các phiên trấn. Sau khi bốn trấn ở Hà Bắc tuyên bố li khai (781) thì đến cuối năm 783, quân đội Kinh Nguyên do Diêu Lệnh Ngôn cầm đầu nhân dịp được lệnh đánh dẹp bốn trấn cũng đã nổi loạn và tấn công vào cung điện. Đường Đức Tông không có cách nào chống lại, đành phải bỏ kinh đô Trường An chạy về Phụng Thiên. Thái tử Lý Tụng cùng các vị hoàng tử, công chúa khác và một số thành viên trong tông thất cũng chạy theo Đức Tông đến đây. Sau đó, quân Kinh Nguyên đưa Chu Thử lên làm hoàng đế, đặt quốc hiệu Đại Tần. Đầu năm 784, Chu Thử xua quân tấn công Phụng Thiên, Lý Tụng tham gia vào việc chống giặc. Ông đích thân lên thành đốc thúc binh sĩ cự chiến khiến lòng quân phấn khích và tham gia cứu giúp những binh sĩ bị thương. Sau này, Chu Thử không thể chiếm được Phụng Thiên rồi bị lực lượng của Lý Hoài Quang đẩy lui.
Sau khi biến loạn chấm dứt, Lý Tụng theo Đức Tông trở về Trường An (3 tháng 8 năm 784). Năm 787, một biến cố xảy ra làm đe dọa đến vị trí thái tử của Lý Tụng khi tể tướng Trương Diên Thưởng phát hiện đại thần Lý Thăng có qua lại mật thiết với Cáo Quốc công chúa, mẹ vợ của Lý Tụng (Trương Diên Thưởng và cha Lý Thăng là Lý Thúc Minh vốn có tư oán với nhau). Đức Tông tỏ ý nghi ngờ Cáo Quốc công chúa nương nương có mưu đồ khác. Ban đầu, theo lời khuyên của Lý Bí, Đức Tông không tiến hành điều tra vì việc này có thể gây bất lợi cho Thái tử Tụng, chỉ đẩy Lý Thăng ra khỏi triều đình. Nhưng đến mùa thu cùng năm, lại có người tố cáo Cáo Quốc công chúa không chỉ qua lại mật thiết với Lý Thăng mà còn với nhiều đại thần khác như Tiêu Đỉnh, Lý Vạn, Vi Khác, hơn thế còn sử dụng bùa chú để trù ếm Đức Tông. Đức Tông cả giận, cho bắt giam Cáo Quốc công chúa và từ đó cũng đối xử lạnh nhạt với Lý Tụng (do Đức Tông cho rằng việc làm của công chúa là để đưa Lý Tụng - con rể bà ta lên ngôi sớm hơn). Đức Tông muốn phế Thái tử phi Tiêu thị, lập Vương lương đệ làm thái tử phi, nhưng Lý Tụng ra sức cầu xin, Đức Tông vẫn không nguôi giận mà còn có ý muốn phế Lý Tụng để đưa Thư vương Lý Nghị làm hoàng đế. Tuy nhiên sau cùng đại thần Lý Bí đứng ra nói lý lẽ với Đức Tông nên Đức Tông bỏ ý định này. Sau này Cáo Quốc công chúa qua đời và Lý Tụng bị bệnh, Đức Tông bèn giết chết Tiêu phi
Năm 795, tể tướng Lục Chí do bị cận thần Bùi Diên Linh gièm pha nên bị giáng chức và bị lưu đày. Học sĩ Dương Thành dẫn đầu một số đại thần dâng biểu tâu rằng Lục Chí vô tội làm Đức Tông giận luôn cả các đại thần này và muốn xử phạt luôn, tuy nhiên Lý Tụng đứng ra cầu xin cho họ, cuối cùng Đức Tông không xử phạt họ. Do quá tin tưởng Bùi Diên Linh cùng Vi Cừ Mưu, Đức Tông có ý định phong chúng làm tể tướng, nhưng do Lý Tụng một mực can ngăn nên cuối cùng Đức Tông không làm như vậy.
Cuối thời Đức Tông, Lý Tụng kết giao cùng Hàn Lâm đãi chiếu Vương Bái, một người giỏi về thư pháp, cùng Vương Thúc Văn, người giỏi về chơi cờ. Hai người thường được triệu vào đông cung và thân thiết với Lý Tụng. Vương Thúc Văn thường kể về sự khổ ải của bá tánh trong dân gian với Lý Tụng. Có lúc Lý Tụng mời nhiều đại thần học sĩ vào đông cung để bàn việc thì Vương Thúc Văn lại nói với ông rằng Đức Tông vẫn còn tại vị mà thấy Lý Tụng kết giao hiền sĩ sẽ nghĩ ông đang thu phục nhân tâm, có ý khác. Lý Tụng lo sợ và nhận ra sai lầm của mình, sau đó lại càng tin tưởng Thúc Văn hơn. Thúc Văn kết giao với các đại thần có danh tiếng như Lục Thuần, Lã Ôn, Lý Cảnh Kiệm, Hàn Diệp, Hàn Thái, Trần Gián, Liễu Tông Nguyên, Lưu Vũ Tích và giới thiệu với Lý Tụng. Các tiết độ sứ bên ngoài nếu ai dâng vàng bạc lên Thúc Văn đều sẽ được Thúc Văn tiến cử với thái tử. Lý Tụng dần thiết lập bộ máy cai trị trong tương lai sau khi mình lên ngôi.

## Hoàng đế
Không may vào mùa đông năm 804, Lý Tụng bị bệnh đột quỵ sau đó trở nên liệt nửa người và không thể nói. Sau đó Đức Tông cũng mắc bệnh, chư vương đều đến thỉnh an, duy lại không thấy Lý Tụng do ông đã bị liệt; do vậy Đức Tông sinh ra đau buồn làm bệnh trở nên trầm trọng hơn. Ngày 25 tháng 2 năm 805 (Quý Tị tháng 1 ÂL), Đức Tông băng hà. Các đại thần Trịnh Nhân và Vệ Thứ Công được triệu vào cung thảo di chiếu. Ban đầu, các hoạn quan cho rằng thái tử có bệnh không thể nối ngôi, nhưng Vệ Thứ Công bảo thái tử tuy có bệnh nhưng là đích trưởng, lòng người đều hướng về, vả lại cũng không đến nỗi hoàn toàn bất lực. Nếu lập người khác e sẽ sinh loạn. Do đó Lý Tụng - đang bị liệt nửa người và không thể nói - được đưa lên ngôi. Ngày Giáp Ngọ (26), tuyên di chiếu ở điện Tuyên Chánh, Lý Tụng gặp mặt trăm quan. Ngày Bính Thân (28 tháng 2), Lý Tụng tức vị ở điện Thái Cực, tức là Đường Thuận Tông.
Thuận Tông không thể nói được, do đó không thể giải quyết tất cả công việc triều chính. Mỗi lần lâm triều đều phải ngồi sau rèm hoạn quan Lý Trung Ngôn cùng Ngưu chiêu dung đứng cạnh. Mỗi khi bách quan tâu việc gì thì Lý Trung bẩm lại với Thuận Tông. Trước đây lúc Đức Tông sắp mất, Vương Bái vào cung, xưng chiếu cho Vương Thúc Văn làm người quyết định mọi việc. Khi Thuận Tông lên ngôi thì khi có biểu dâng lên, quyền phê duyệt thuộc về Thúc Văn, Thúc Văn đưa cho Lý Trung Ngôn, sau đó Trung Ngôn thảo chiếu thư nhân danh Thuận Tông mà đưa xuống quần thần, nói là ý của Thuận Tông, bên ngoài không ai biết cả. Đến ngày Quý Mão tháng 2 ÂL, Thuận Tông mới ra gặp bách quan ở Tử Thần môn. Vương Thúc Văn và một số đại thần khác như Hàn Thái, Liễu Tông Nguyên, Lưu Vũ Tích là những người thực sự nắm quyền, các quyết sách trong triều đều là ý của họ. Thúc Văn lại giao kết với Lý Trung Ngôn và Ngưu chiêu dung để tạo thêm thế lực.
Thời gian này, vua Bột Hải Khang Vương của vương quốc Bột Hải có các hoạt động thương mại với nhà Đường và cũng thường xuyên cử sứ thần sang nhà Đường.
Vương Thúc Văn đưa thân tín của mình là Vi Chấp Nghị làm tể tướng; và quyết định bãi bỏ một số chính sách hủ bại thời Đức Tông, bắt đầu Vĩnh Trinh duy tân
1. Miễn thuế còn nợ cho cả nước
2. Bãi chính sách độc quyền về muối và sắt của triều đình
3. Nhóm đại thần Ngũ phường tiểu nhân bị bãi chức
4. Bỏ lệ nhận đồ cống vàng bạc từ các phiên trấn bên ngoài
5. Các đại thần bị đuổi thời Đức Tông một số được triệu về, trong đó có Lục Chí, Hàn Cao, Dương Thành, Vi Cao...

Tuy nhiên việc Vương Thúc Văn chuyên quyền khiến cho một số hoạn quan có thế lực dưới thời Đức Tông oán ghét. Bọn hoạn quan thỉnh cầu nhà vua triệu tập quần thần bàn việc lập thái tử. Lúc đó Ngưu chiêu dung oán ghét con trưởng của Thuận Tông là Quảng Lăng vương Lý Thuần (淳), đến đây, các đại thần đưa sẵn tờ chiếu có chữ ["Lập đích dĩ Trưởng"] để trình lên, Thuận Tông gật đầu. Ngày 26 tháng 4 (Quý Tị tháng 3 ÂL), Lý Thuần được lập làm thái tử, đổi tên là Thuần (純).
Trong tháng 5, các tể tướng họp ở trung thư, thì Thúc Văn bước vào đòi nghị sự (mặc dù không là tể tướng). Sau đó, ngày Nhâm Dần tháng 4 ÂL, Đức Tông phong vương một số hoàng tử và hoàng đệ.. Sau Thuận Tông lên điện tuyên sắc lập thái tử, trung ngoài đều vui vẻ, nhưng Thúc Văn bắt đầu lo lắng. Sau đó, Câu Văn Trân thắng thế trong cuộc đối đầu chính trị, bãi danh hiệu Hàn Lâm học sĩ của Thúc Văn, chỉ phong thêm chức Hộ bộ thị lang; thế lực của Vương Thúc Văn giảm dần.
Trong khi đó đại thần Hoàng Thường đề xuất Vi Chấp Nghị suất quần thần thỉnh cầu thái tử giám quốc vì bệnh tình của Thuận Tông ngày một nặng nhưng Vi Chấp Nghị không theo. Vi Chấp Nghị sợ thái tử có ý chống lại mình, bèn bổ dụng Lục Chất làm Đông cung thị độc để dò xét thái tử. Tuy nhiên Lục Chất nhanh chóng bị Lý Thuần đuổi đi.
Trước tình thế bất lợi, tháng 5 ÂL, Vương Thúc Văn lập kế hoạch nắm giữ quyền kiểm soát đội quân Thần Sách do các hoạn quan cai quản bằng việc bổ dụng Phạm Hi Triều làm tướng chỉ huy lực lượng Thần Sách quân ở khu vực phía tây Trường An. Tuy nhiên đám hoạn quan đã đối phó bằng cách ra lệnh cho quân đội Thần Sách không tuân theo mệnh lệnh của Phạm Hi Triều do vậy Phạm Hi Triều và Hàn Thái phải trở về Trường An. Trong lúc đó giữa Vương Thúc Văn và tể tướng Vi Chấp Nghị cũng nảy sinh bất đồng ý kiến rồi hai người trở nên ghét nhau. Thế lực của Vương Thúc Văn ngày càng suy yếu khi ông bị mất lòng các Tiết độ sứ địa phương. Mở đầu là Tiết độ sứ Tây Xuyên dâng biểu lên thái tử Lý Thuần với lời lẽ khắc nghiệt, tố cáo Thúc Văn chuyên quyền làm suy bại triều cương. Tiếp đó Tiết độ sứ Kinh Nam Bùi Quân, Tiết độ sứ Hà Đông Sử Nghiêm Thụ cũng có cùng ý kiến với Vi Cao dâng biểu tố cáo Vương Thúc Văn. Phe đảng của Thúc Văn chấn động và lo sợ.
Tháng 7, mẹ của Vương Thúc Văn bị bệnh nặng, đáng lý Thúc Văn phải xin nghỉ về chăm sóc, nhưng lại lấy cớ phải cống hiến cho triều đình mà thoái thác. Câu Văn Trân đưa lời chì chiết, nói Thúc Văn bất hiếu. Thúc Văn không nói lại được, đến ngày 19 tháng 7 (Đinh Tị) thì đành xin nghỉ chức về nhà phụng dưỡng mẹ. Từ sau khi Thúc Văn đi khỏi, Vi Chấp Nghị bắt đầu bỏ những chính sách của Vương Thúc Văn khiến Thúc Văn rất giận và dự định trở lại nắm quyền, giết chết Vi Chấp Nghị nhưng không thể thực hiện. Vương Bái trong triều nhiều lần thỉnh cầu cho Vương Thúc Văn trở về triều và phong làm tể tướng, nhưng trước sau không được hồi đáp. Vương Bái sợ bị hại cũng lấy cớ bị đột quỵ không thể ra ngoài và xin được từ chức. Phe đảng của Thúc Văn mất quyền lực, cuộc Vĩnh Trinh duy tân cũng sắp thất bại.
Lúc này, bệnh tình của Thuận Tông ngày một nặng, không thể ra triều được nữa. Ngày 26 tháng 7 (Ất Mùi), hoạn quan ép Thuận Tông xuống chiếu phong Viên Tư và Đỗ Hoàng Thường làm đồng Tể tướng, cho Thái tử giám quốc, thay mặt Thuận Tông yết kiến bá quan ở triều đường. Ngày hôm sau, Thái tử Lý Thuần đến điện Lân Đức nghe bách quan tấu sự.
Ngày 31 tháng 8 (Canh Tí tháng 8 ÂL), các hoạn quan ép Thuận Tông xuống chiếu nhường ngôi cho Thái tử Lý Thuần, trở thành Đường Hiến Tông. Thuận Tông xưng là Thái thượng hoàng, mẹ của Hiến Tông là Lương đệ Vương thị được tôn phong làm Thái thượng hoàng hậu, mệnh lệnh của ông được gọi là Cáo. Hôm sau, ngày 1 tháng 9 (Tân Sửu), Thượng hoàng chuyển sang ở Hưng Khánh Cung. Sau đó Vương Thúc Văn bị triều đình hạ lệnh giết chết.

## Thái thượng hoàng
Ngày 5 tháng 9 năm 805 (Ất Tị), Đường Hiến Tông tức vị ở điện Tuyên Chánh. Ngày hôm sau 6 tháng 9 (Bính Ngọ), Thăng Bình đại trưởng công chúa dâng Thái thượng hoàng 50 tì nữ, nhưng Hiến Tông tự ý cho rằng Thái thượng hoàng lâm bệnh không thể nhận rồi trả về. Các đại thần trong Duy Tân Vĩnh Trinh dần bị bãi chức.
Cuối năm 805, bách quan kính thỉnh Thái thượng hoàng tôn hiệu là Ứng Can Thánh Thọ Thái thượng hoàng. Cùng lúc, có ẩn sĩ La Lệnh Tắc từ Trường An đến Phổ Nhuận và nói với Thứ sử Tân châu Lưu Yong rằng La Lệnh Tắc nhận cáo của thượng hoàng yêu cầu phế truất Hiến Tông lập vua khác. Nhưng không ai nghe theo chỉ dụ này, Lệnh Tắc bị đưa về Trường An và bị đánh đến chết.
Ngày 5 tháng 2 năm 806 (Bính Dần tháng 1 ÂL năm Nguyên Hòa), Hiến Tông hoàng đế suất quần thần đến Hưng Khánh Cung dâng tôn hiệu lên Thái thượng hoàng bệ hạ. Sáu hôm sau, 11 tháng 2 (Bính Thân), Thượng hoàng giá băng ngay tại Hưng Khánh Cung, thọ gần 45 tuổi. Có thuyết cho rằng ông bị hoạn quan đầu độc giết hại.
Ngày Ất Mão tháng 6 ÂL, Hiến Tông suất quần thần truy tôn Đại hành Thái thượng hoàng thụy hiệu đầy đủ là Chí Đức Hoằng Đạo Đại Thánh Đại An Hiếu hoàng đế (至德弘道大圣大安孝皇帝). Ngày Nhâm Thân tháng 7 ÂL năm 806, thi hài của Thái thượng hoàng đế được táng ở Phong Lăng (丰陵).

## Nhận định
Tân Đường thư dẫn lời của sử quan Hàn Dũ đánh giá về Đường Thuận Tông, tạm dịch như sau:
Khi Thuận Tông còn là Đông cung Hoàng thái tử đã tỏ ra khoan dung nhân ái, lưu tâm nghệ thuật, giỏi thư pháp. Đức Tông mỗi lần ban thi chế cho đại thần, phiên trấn đều ra lệnh cho ông viết giúp. Tính tình ông khoan hòa nhân ái, kính trọng sư phó, gặp sư phó thì trước tiên đều cúi chào. Lúc theo triều đình về Phụng Thiên, gặp giặc Thử bức bách, thái tử dẫn đầu quân cấm lữ mà lên thành cự chiến, tự mình đốc thúc tướng sĩ làm lòng quân phấn kích. Lúc Đức Tông mất niềm tin của tể tướng, sủng hạnh tả hữu như Bùi Diên Linh, Lý Tề Vận, Vi Cừ Mưu toàn là những kẻ gian trá, bức bách đại thần Lục Chí, Trường Bàng Hối mà không ai dám lên tiếng chỉ trích, thái tử nói lý trước mặt khiến Đức Tông không dùng bọn Diên Linh, Cừ Mưu làm tể tướng. Lúc dự yến trong Trương Thủy Hi thải hạm, cung nhân trạo ca, chúng nhạc gian phát, Đức Tông rất thích thú. Thái tử dẫn lời của thi nhân: Hảo nhạc vô hoang để đối lại. Mỗi lần tấu sự ông không bao giờ ưu ái hoạn quan phò tá. Làm thái tử 20 năm, thiên hạ đều cảm nhận được ân đức. Tiếc thay trước khi lên ngôi lại bệnh nặng, để cập tập lộng quyền, nhưng lại có thể truyền chánh cho nguyên lương, làm đời sau tiếp tục thịnh vượng. Hiền thay!

## Gia quyến
- Cha: Đường Đức Tông Lý Quát.
- Mẹ: Chiêu Đức hoàng hậu Vương thị (昭德皇后王氏, ? - 786), con gái Vương Ngọ (王遇), không rõ quê quán. Sách phong Hoàng hậu được ba ngày thì mất.
- Hậu phi:

1. Huệ Thái tử phi Tiêu thị (惠太子妃萧氏), con gái của Cáo Quốc công chúa (郜國公主) - và phò mã Tiêu Thăng (萧升), cháu ngoại Đường Túc Tông. Cáo Quốc công chúa bị vu cáo dùng thuật Vu Cổ (巫蠱), Đường Đức Tông do đó ép Lý Tụng li hôn với Tiêu phi nhưng ông không đồng ý, đến nỗi suýt nữa là bị phế truất. Sau đó, Cáo quốc qua đời và Lý Tụng bị bệnh, Đức Tông bí mật sai người hạ độc giết chết Tiêu phi.
2. Trang Hiến Hoàng hậu Vương thị (莊憲皇后王氏, 753 - 816), mẹ đẻ của Đường Hiến Tông.
3. Đổng lương viên (董良媛), sau khi Thuận Tông nhường ngôi được lập làm Thái thượng hoàng Đức phi (太上皇德妃).
4. Triệu chiêu nghi (趙昭儀), sinh Lý Kết, sau phong làm Thái phi.
5. Thôi sung nghi (崔充儀).
6. Dương sung nghi (楊充儀).
7. Vương chiêu viên (王昭媛).
8. Vương chiêu dung (王昭容).
9. Ngưu chiêu dung (牛昭容).
10. Trương mĩ nhân (張美人)
11. Trương chiêu huấn (張昭訓), sinh Lý Kinh, sau phong làm Thái phi.
12. Diêm chiêu huấn (閻昭訓), sinh Lý Hoành, sau phong làm Thái phi.
13. Thôi chiêu huấn (崔昭訓), sinh Tầm Dương công chúa và Lâm Nhữ công chúa, sau phong làm Thái phi.
14. Hứa mỹ nhân (許美人).
15. Doãn tài nhân (尹才人).
16. Đoàn tài nhân (段才人).
17. Trần thị (陳氏), sinh Văn An công chúa.

- Hoàng tử:

1. Quảng Lăng quận vương → Hoàng Thái tử → Đường Hiến Tông Lý Thuần, mẹ là Trang Hiến hoàng hậu.
2. Kiến Khang quận vương → Đàm vương Lý Kinh [郯王李經, ? - 834], mẹ là Trương Chiêu huấn.
3. Dương Xuyên quận vương → Quân vương Lý Vĩ [均王李緯, ? - 837].
4. Lâm Hoài quận vương → Tự vương Lý Túng [漵王李縱, ? - 837].
5. Hoằng Nông quận vương → Cử vương Lý Thư [莒王李紓, ? - 834].
6. Hán Đông quận vương → Mật vương Lý Trù [密王李綢, ? - 806].
7. Vân An quận vương → Tống vương Lý Kết [宋王李结, ? - 822], mẹ là Triệu Chiêu nghi.
8. Tuyên Thành quận vương → Tập vương Lý Tương [集王李缃, ? - 835].
9. Đức Dương quận vương → Ký vương Lý Tư [冀王李絿, ? - 833].
10. Hà Đông quận vương → Hòa vương Lý Ỷ [和王李绮, ? - 861].
11. Hành vương Lý Huyến [衡王李绚, ? - 826].
12. Khâm vương Lý Tích [钦王李绩].
13. Phủ vương Lý Hoành [撫王李紘], mẹ là Diêm chiêu huấn.
14. Lạc Giao Quận Vương → Trân vương Lý Thiện [珍王李繕].
15. Hội vương Lý Nhã [福王李绾], mẹ là Trang Hiến hoàng hậu.
16. Viên vương Lý Thân [袁王李绅].
17. Quế vương Lý Luân [桂王李纶].
18. Dực vương Lý Xước [翼王李绰, ? - 822].
19. Kì vương Lý Tập [蕲王李缉].
20. Ngoài ra còn Văn Kính thái tử Lý Nguyên [李謜] bị Đức Tông lấy làm con.

- Hoàng nữ: Tân Đường thư cho rằng Thuận Tông có ba con gái, nhưng theo tài liệu trên mộ của Thiệu Dương công chúa thì số hoàng nữ ít nhất là 23 người.

1. Hán Dương công chúa (汉阳公主), danh Lý Sướng (李畅), mẹ là Trang Hiến hoàng hậu, trước phong Đức Dương quận chúa (德阳郡主). Lấy Quách Thung (郭鏦), mất năm Khai Thành thứ năm.
2. Lương Quốc Cung Tĩnh công chúa (梁国恭靖公主), danh là Lý Lạp (李拉), mẹ là Trang Hiến hoàng hậu. Trước phong Hàm Ninh quận chúa (咸宁郡主), lại phong Phổ An công chúa (普安公主), lấy Trịnh Hà (郑何).
3. Đông Dương công chúa (东阳公主), trước phong Tín An quận chúa (信安郡主), lấy Thôi Kỉ (崔杞).
4. Tây Hà công chúa (西河公主), trước phong Vũ Lăng quận chúa (武陵郡主), lấy Thẩm Huy (沈翚), sau lấy Quách Tiên (郭铦), mất tại thời kì Hoằng Thông.
5. Bộc Dương Đại trưởng công chúa (濮阳大长公主), mẹ là Trang Hiến hoàng hậu
6. Tương Dương công chúa (襄阳公主), trước phong Tấn Khang huyện chúa (晋康县主), lấy Trương Khắc Lễ (张克礼).
7. Quắc Quốc công chúa (虢国公主), sơ phong Thanh Nguyên quận chúa (清源郡主), lại phong Dương An công chúa (阳安公主), lấy Vương Thừa Hệ (王承系).
8. .Vân An công chúa (云安公主), lấy Lưu Sĩ Kính (刘士泾).
9. Văn An công chúa (文安公主) - hoàng nữ thứ 17.
10. Tầm Dương công chúa (浔阳公主), mẹ là Thôi chiêu nghi, sau xuất gia làm đạo sĩ - hoàng nữ thứ 18.
11. Lâm Nhữ công chúa (临汝公主) - hoàng nữ thứ 19.
12. Bình Ân công chúa (平恩公主), hoàng nữ thứ 20, mất sớm.
13. Thiệu Dương công chúa (邵阳公主), hoàng nữ thứ 21, mất sớm.